# Алькасар у Сеговії
Алькáсар у Сеговії — середньовічний замок-фортеця алькасар у місті Сеговії, у минулому певний час був королівською резиденцією.
Замок розташований на скелі, що виситься над місцем злиття річок Кламорес та Ересма на околиці сучасного міста Сеговія.

## Історія
Колись на цьому місці було кельтське укріплення, потім римське. За часів маврів тут було дерев'яне укріплення, яке у 1085 році відвоювали кастильці. Перша згадка про власне алькасар у Сеговії припадає на 1155 рік. За правління Альфонсо VIII Кастильського (ісп. Alfonso VIII de Castilla) будується кам'яна фортеця, а замок у Сеговії стає одним з найважливіших пунктів оборони усієї Кастилії. Пізніше алькасар багато разів добудовувався.
Після смерті свого брата Ізабелла знайшла прихисток саме в альказарі Сеговії і саме тут 12 грудня 1474 вона коронувалася як королева Леону та Кастилії. Також за однією з версій саме тут 19 жовтня 1469 року таємно побралися Ізабелла та Фердинанд — подружжя, завдяки якому утворилася єдина Іспанія.
Сучасного вигляду алькасар набув після будівництва 1410–1455 років. За Філіпа ІІ в 1587 році його накрили сланцевою черепицею, що вважається останньою перебудовою замку — з тих часів він лише реконструювався. В алькасарі Філіп ІІ вінчався, але саме за цього короля замок остаточно перестав бути королівською резиденцією і тепер там розміщувалася державна в'язниця. Лише в середині XVIII століття алькасар було відреставровано і за наказом Карла III у 1764 перетворено на Королівську Артилерійську школу. Після пожежі 1828 року фортецю було реконструйовано. В XIX столітті тут був коледж для офіцерів, ще пізніше державний архів. Головний військовий архів досі розташований у замку. З 1953 року в алькасарі створено музей, розміщений в 11 залах.
Найвищою точкою в алькасарі є башта Хуана ІІ (ісп. Torre de Juan II) 80 метрів заввишки.

## Галерея

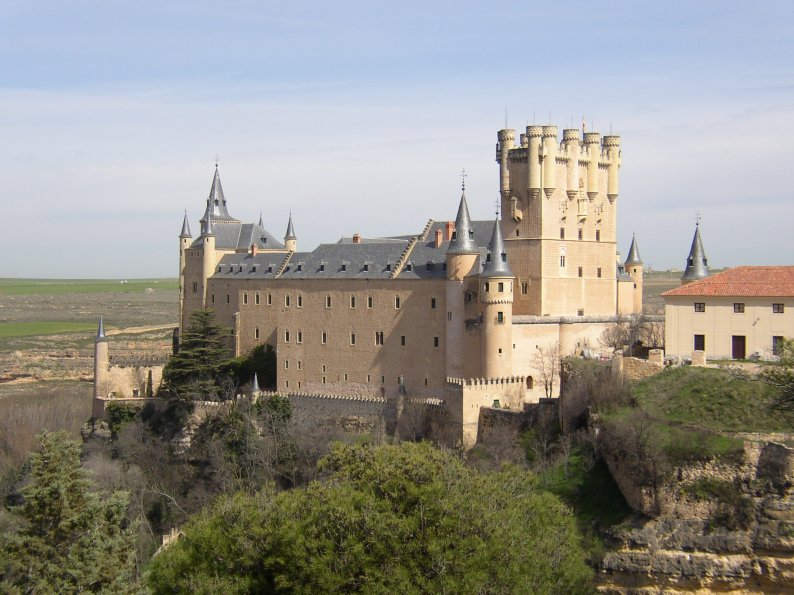
Вигляд з півдня
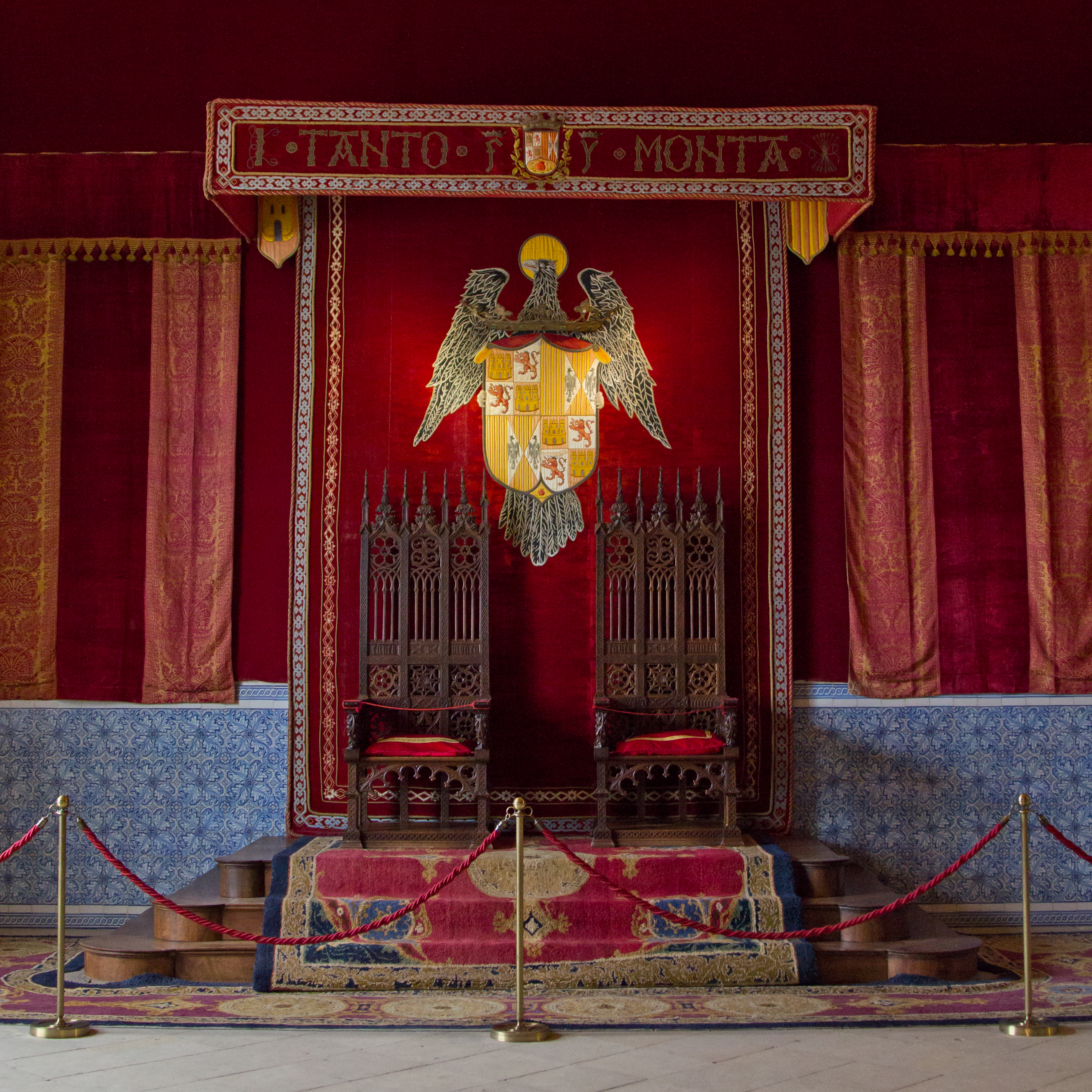
Тронна зала: трони католицьких королів
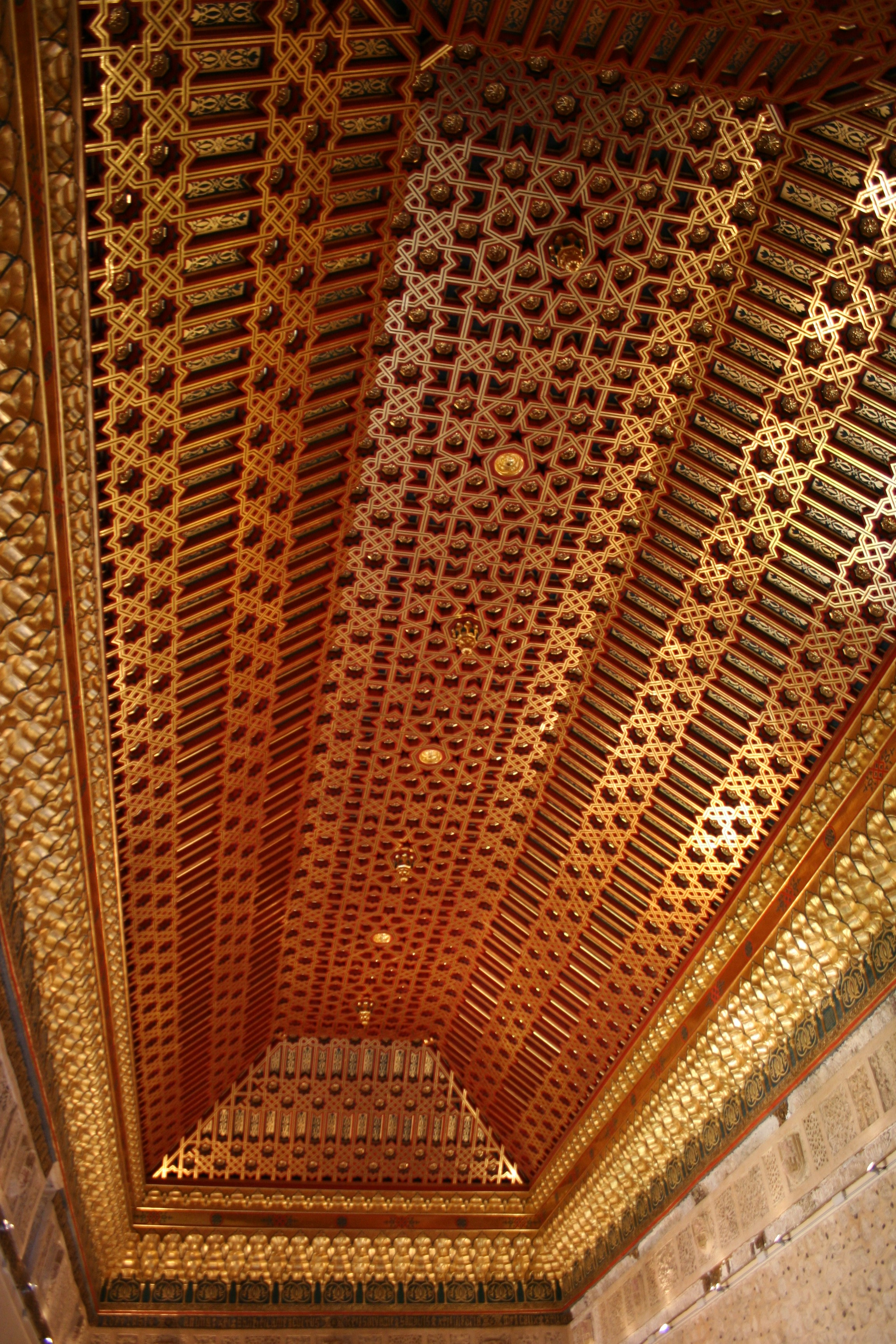
Стеля зали Галери
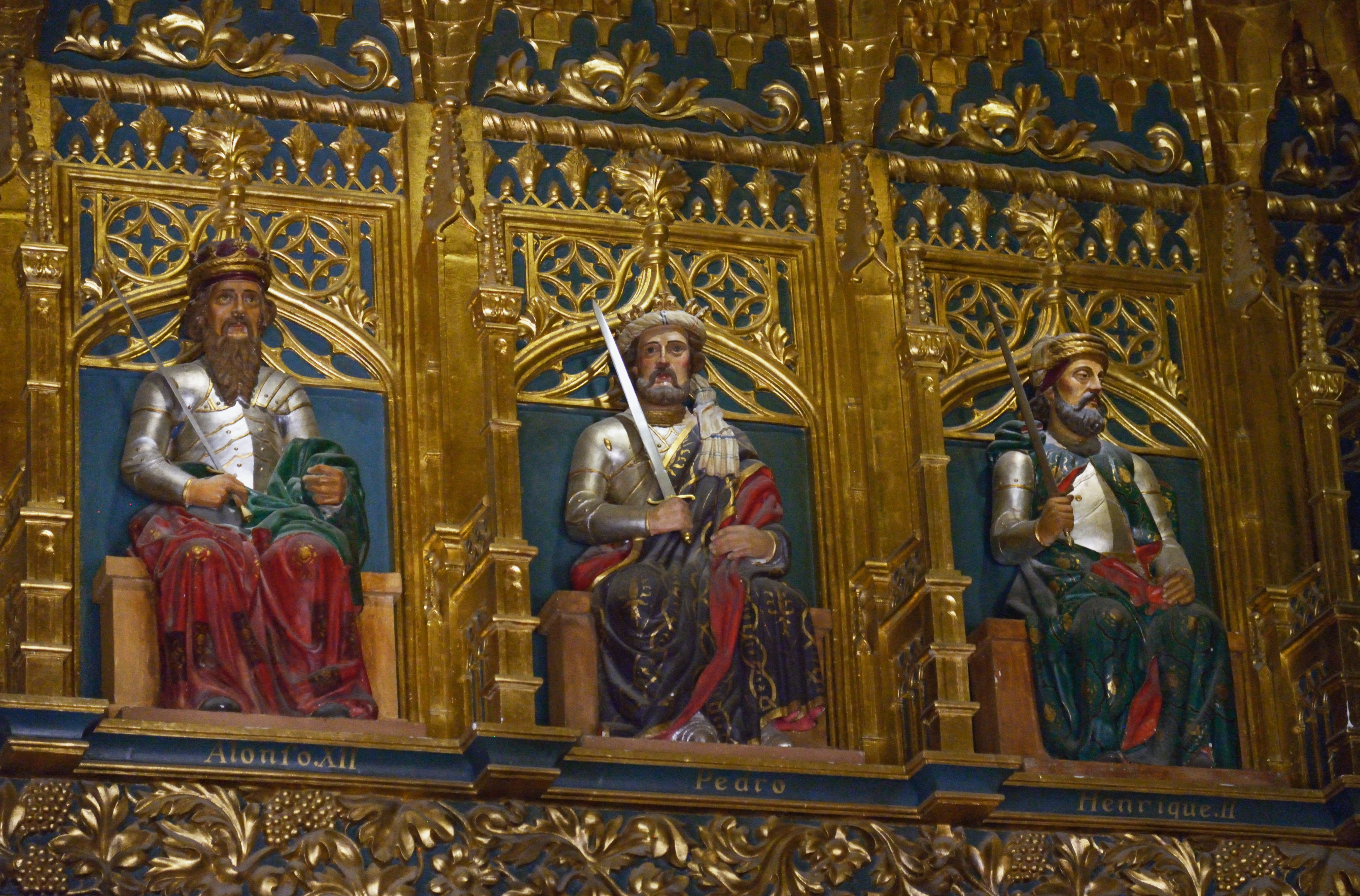
Зображення королів на фризі Королівської зали
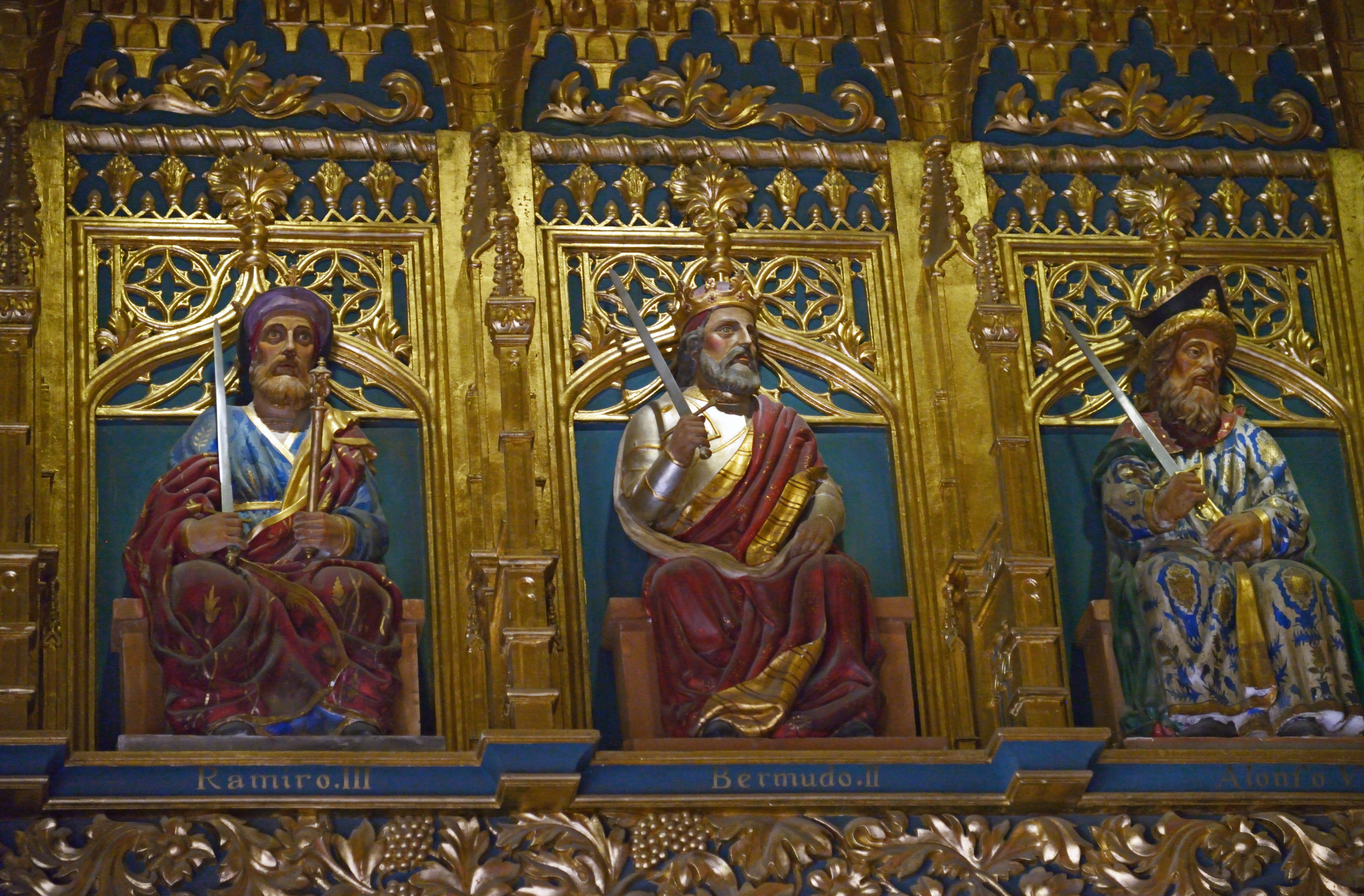
Зображення королів на фризі Королівської зали
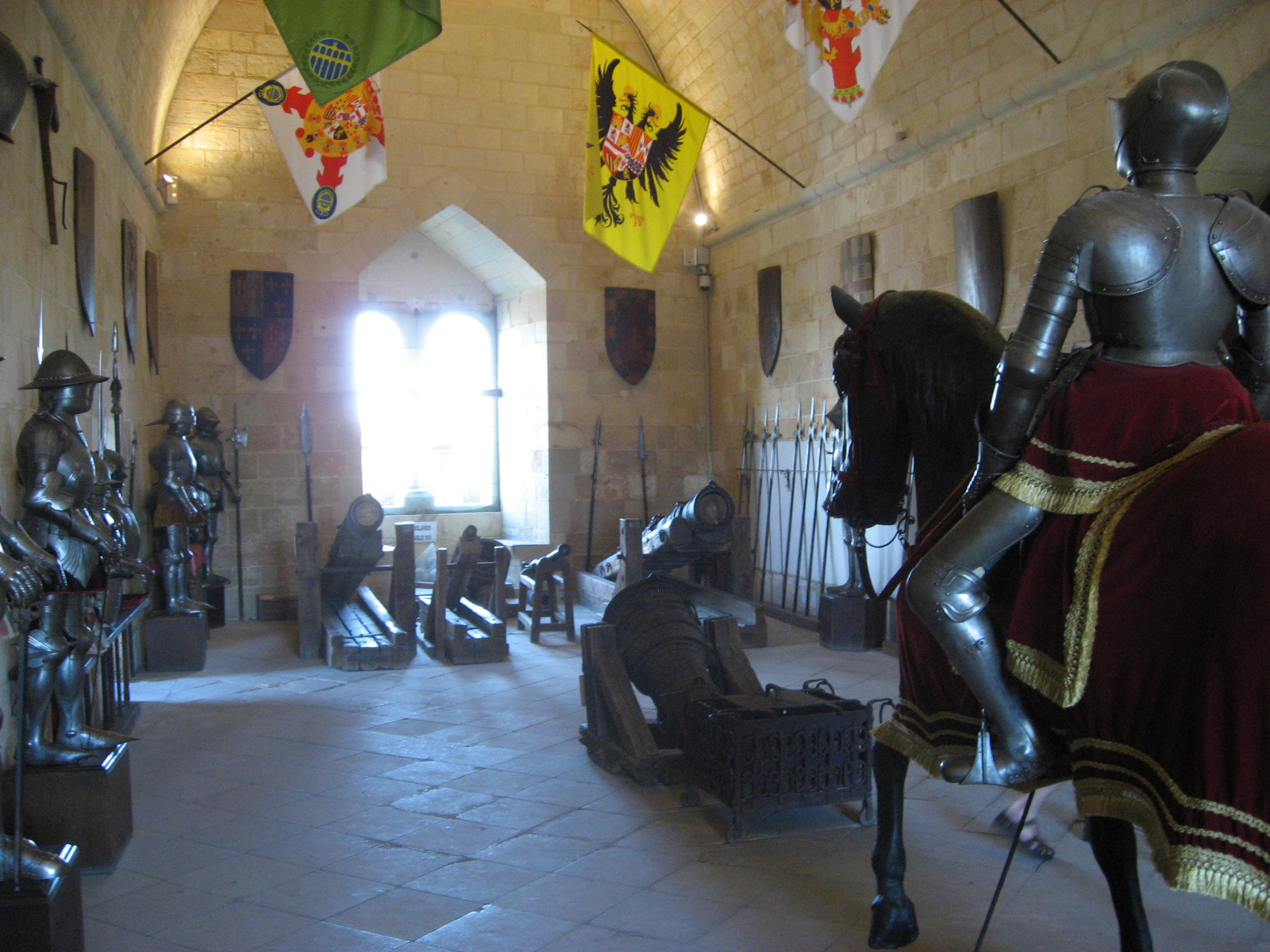
Зал зброї
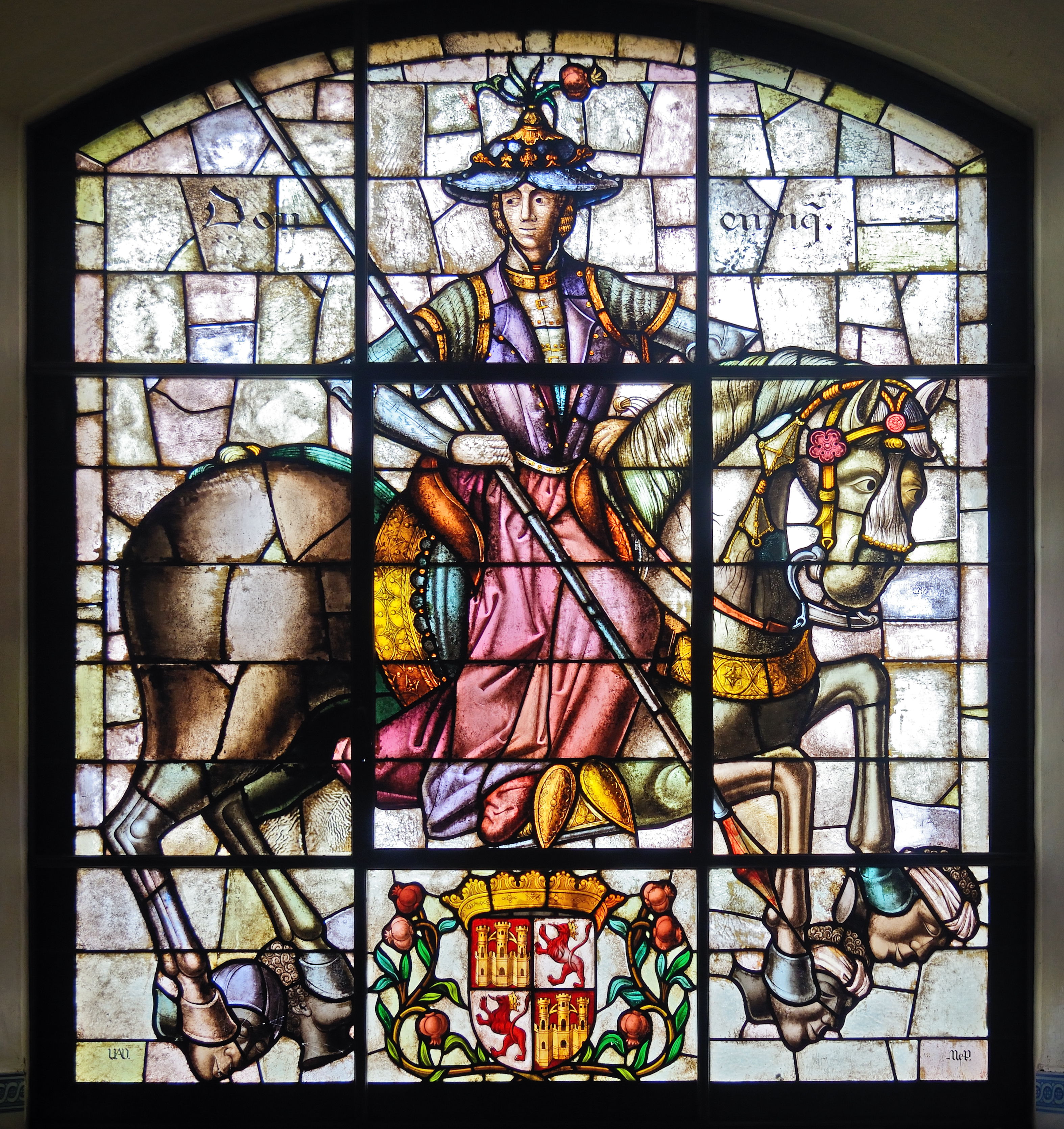
Вітраж із зображенням короля Енріко IV